# Accidente del MD-87 de 987 Investments LLC
El accidente del MD-87 de 987 Investments LLC tuvo lugar el martes 19 de octubre de 2021 cuando un avión que tenía previsto realizar un pasajeros nacional no programado, intentó despegar sin éxito de la pista 36 del Aeropuerto Ejecutivo de Houston, Texas, Estados Unidos. En el momento que se disponía para despegar, el avión no lo logró y siguió rodando a gran velocidad por el aeródromo sin poder detenerse, pasando la valla perimetral del aeropuerto y estrellándose en un campo cercano, por lo que inmediatamente estalló en llamas. Se dice que los 21 ocupantes fueron evacuados de manera segura y dos personas resultaron heridas y posteriormente llevadas a hospitales cercanos.

## Aeronave

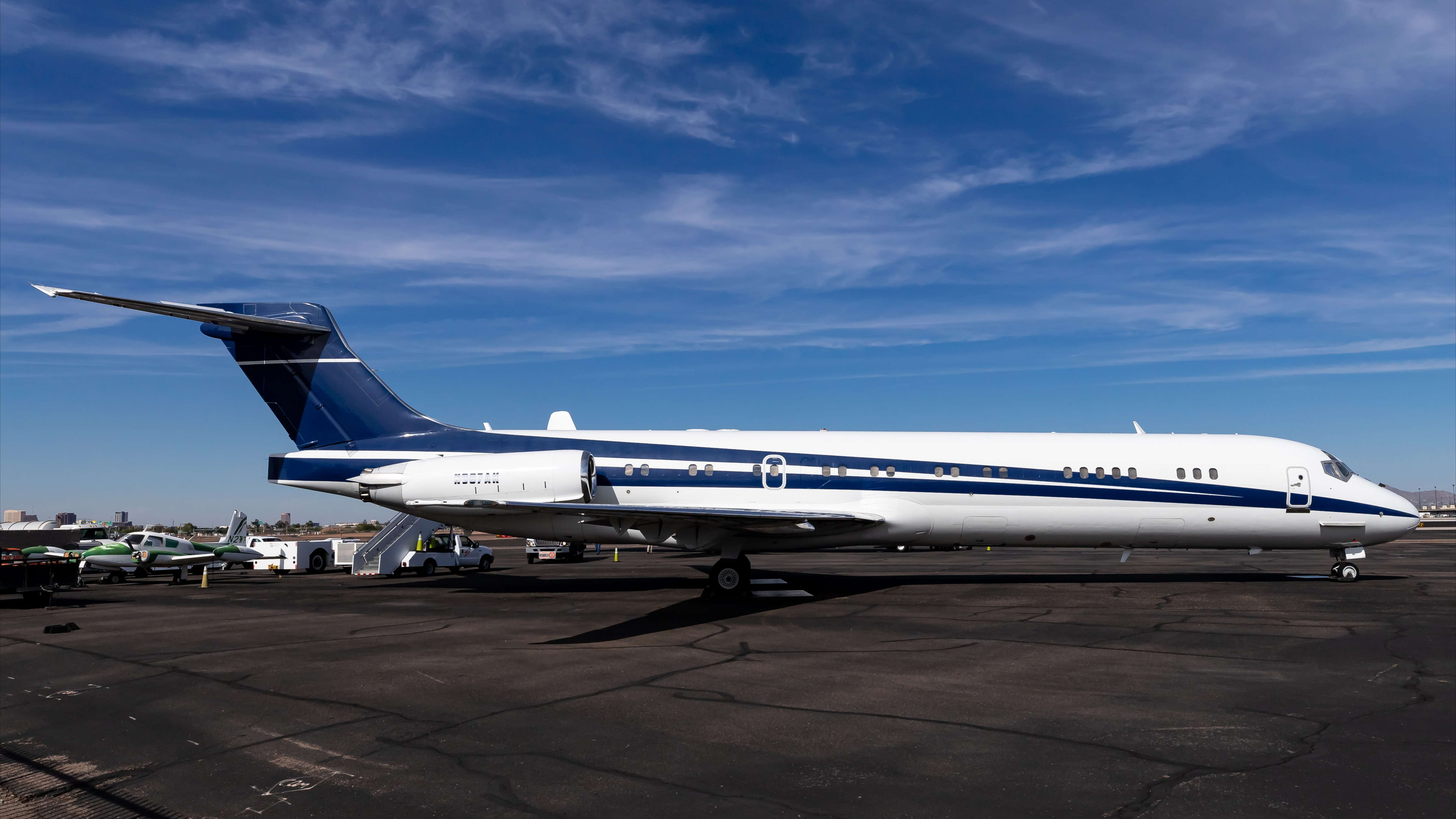
La aeronave vista en noviembre de 2019.

El implicado era un jet McDonnell Douglas MD-87 con capacidad para 172 pasajeros, matriculado como N987AK y propiedad de la sociedad activa, 987 Investments LLC. El avión fue construido en diciembre de 1987 haciendo su primer vuelo ese mismo año y estuvo en servicio con varias aerolíneas. Primeramente, Finnair lo adquirió en 1988 con registro OH-LMB y lo operó hasta 2000. Después fue entregado a Aeromexico matriculado N204AM y lo usó hasta 2007. Luego se le fue dado a Noybim LLC con el mismo registro y estuvo a su servicio hasta 2014. Más tarde Rice Aviation Group lo tuvo por un año siguiendo con la misma matrícula. Fue entonces cuando 987 Investments LLC lo obtuvo en agosto de 2015 hasta el día del accidente y se le cambió el registro a N987AK.

## Sucesos
Como se dijo en parte al principio, la aeronave, que no había volado durante 10 meses, intentaba despegar de la pista 36 del aeropuerto Ejecutivo de Houston, Texas, Estados Unidos aproximadamente a las 10:00 hora local y tenía como destino el aeropuerto Internacional Boston-Logan, en la ciudad de Boston, capital del estado de Massachusetts. Había 3 tripulantes y 18 pasajeros a bordo, quienes se dirigían a la ciudad para ver jugar a los Houston Astros contra los Boston Red Sox en el cuarto juego de la Serie del Campeonato de la Liga Americana de la MLB. Antes del vuelo, el primer oficial realizó una verificación previa del avión mientras el capitán obtenía la documentación del plan de vuelo y el clima. El avión partió aproximadamente a las 10:00 CDT de la pista 36 del Aeropuerto Ejecutivo de Houston (TME). El capitán era el piloto que volaba y el primer oficial era el piloto que supervisaba.
Según entrevistas con la tripulación de vuelo, durante la lista de despegue, el primer oficial hizo las llamadas de 80 nudos, V1 y Vr. En la llamada de rotación, el capitán trató de retirar la columna de control, pero indicó que se sentía como si estuviera «en concreto». Aproximadamente en el momento en que el primer oficial hizo la llamada V2, el capitán informó al primer oficial del problema. El primer oficial también intentó tirar hacia atrás de la columna de control, pero no pudo tirar de ella hacia atrás. El primer oficial llamó a abortar y retrasó las palancas de empuje, y el capitán desplegó los inversores de empuje. El capitán indicó que el sistema de freno automático estaba en modo de despegue rechazado (RTO) y aplicó el frenado máximo de las ruedas.
El avión sobrevoló el final de la pista, atravesó la cerca perimetral del aeropuerto, atravesó líneas eléctricas y se detuvo en un campo adyacente al aeropuerto a unos 1.400 pies del final de la pista. El capitán ordenó al primer oficial que «saliera» y el primer oficial salió de la cabina de vuelo para ayudar con la evacuación de los pasajeros. La tripulación de vuelo indicó que confirmaron que todos los pasajeros estaban fuera del avión antes de salir del avión. Luego estalló en llamas cuando se detuvo. Un video grabado desde un helicóptero, mostró el fuselaje destripado en llamas, con la sección de cola y los dos motores, lo que permaneció intacto después del accidente. Lo demás, quedó totalmente consumido y destruido por el fuego, sin posibilidad de reparar la aeronave.
Entre los pasajeros se encontraba un niño de 10 años y J. Alan Kent un desarrollador y director ejecutivo de Flair Builders, una empresa de construcción de viviendas y agente registrado del avión, informó KTRK-TV. 
Los pasajeros lograron salirse por sus propios medios del avión antes de que se incendiara, según oficial del DPS. Dos de los ocupantes del avión fueron llevados a un hospital del área para ser tratados por inhalación de humo.
Kent, descrito como «frenético», le dijo a un reportero de la estación más tarde ese mismo día que estaba con todos los sobrevivientes tratando de darle sentido al casi grave desastre. Confirmó que el grupo estaba formado por amigos que se dirigían a ver jugar a los Astros.
El juez del condado de Waller, Trey Duhon, dijo en Facebook que el avión partía hacia el norte cuando tuvo problemas para ganar altura, cruzó una carretera y se detuvo en el campo.
Se veían huellas de neumáticos profundas cortadas en la hierba más allá del final de la pista que se extendía por yardas, mostró un video del helicóptero. No está claro qué tan alto subió el avión, si es que subió, antes de detenerse y convertirse en un naufragio retorcido y ennegrecido. Los trabajadores corrieron para hacer lo que pudieran para ayudar, dirigiendo el tráfico y contribuyendo cuando llegaban los trabajadores de emergencia.
Siguió diciendo que «realmente no vi caer gran parte del avión, pero vi el boom y sentí la explosión, así que salimos aquí y ayudamos a todos». Y que además la escena fue «caótica».
Mientras tanto, la compañía de servicios públicos CenterPoint Energy informó que un corte de energía que afectó a más de 1.800 clientes cerca del lugar del accidente fue causado por el avión que se cortó una línea eléctrica aérea durante el despegue. Desde el apagón, se restauró la energía a todos menos a 17 clientes.

## Investigación

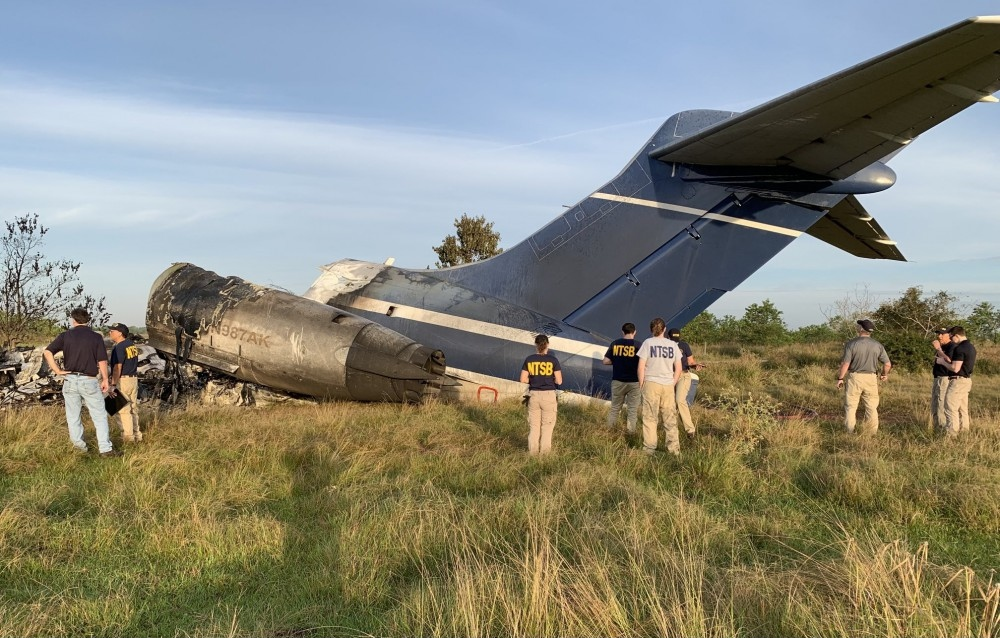
La NTSB examinado la cola y los motores; lo único que quedó intacto luego del incendio.

La Junta Nacional de Seguridad en el Transporte (NTSB) estará a cargo del investigación y liderará la búsqueda de las causas del accidente.
Los investigadores han comenzado el proceso de entrevistar a la tripulación, los pasajeros y otros testigos, y han comenzado a documentar los 1200 pies de marcas que dejaron los neumáticos cuando el aparato sobrepasó la pista y a examinar los motores del avión. La NTSB también dijo: «tenemos asegurado nuestro primer lote de registros de mantenimiento para la aeronave», dice Graham.
Boeing, que es propietario de McDonnell Douglas desde 1997, es parte de la investigación también.
La cadena de televisión estadounidense ABC ha transmitido imágenes de video en las cuales se ve el avión antes del recorrido de despegue y al parecer, se nota un breve chorro de humo pálido que aparentemente emerge de la parte trasera del motor izquierdo.
«Eso es obviamente algo que nos interesa», dice Graham cuando se le pregunta sobre el video. «No compartiremos ninguna indicación preliminar en este momento», agregó.
La NTSB emitió una actualización sobre el incidente el 10 de noviembre diciendo en su informe preliminar que en la sección de la cola, que estaba relativamente intacta por el fuego, los investigadores encontraron que los elevadores izquierdo y derecho del avión estaban atascados en una posición de borde de fuga hacia abajo; ninguno de los ascensores se podía mover cuando se manipulaba a mano.
Ambas manivelas de accionamiento interno para las lengüetas de engranajes del elevador se doblaron hacia afuera y sus respectivos eslabones se doblaron. Tanto las bielas de accionamiento como los eslabones se encontraron bloqueados en una posición sobrecentro más allá de su rango normal de recorrido. La NTSB ha retenido los elevadores, el estabilizador horizontal y las lengüetas de control para un examen más detenido.

### Cajas negras
Un día después del accidente, la NTSB recuperó los datos de vuelo y las grabadoras de voz de cabina del avión.

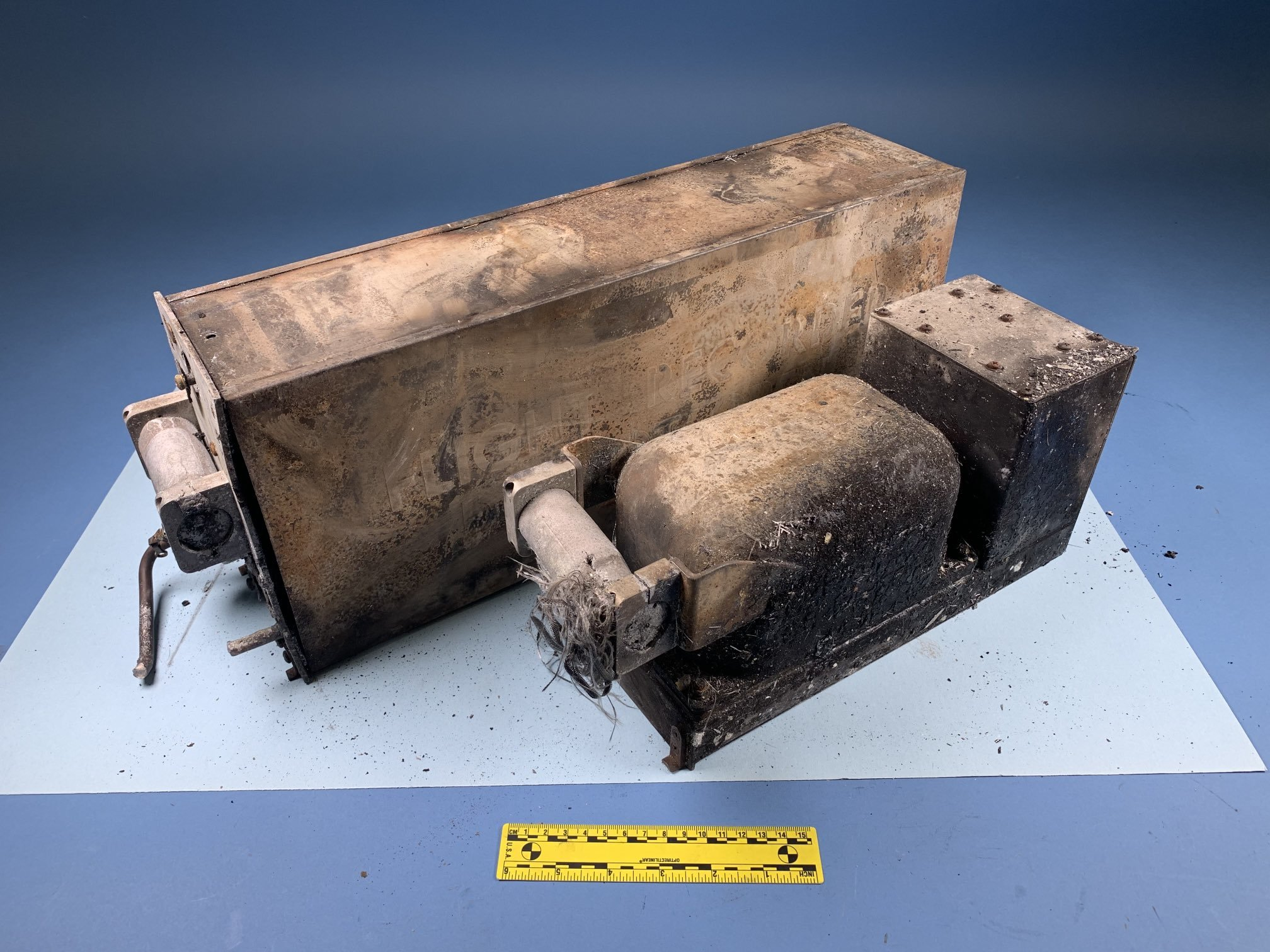
Las cajas negras recuperadas. Nótese los daños por el fuego.

Las grabadoras sufrieron daños por el fuego y los investigadores las recuperaron de los restos y los transportaron al Laboratorio de registradores de vehículos de la NTSB en Washington D. C. El avión estaba equipado con un CVR de estado sólido Honeywell y un FDR de cinta Honeywell. Ambos registradores mostraron signos de daño térmico externo. El medio interno del CVR estaba generalmente intacto, sin embargo, el medio interno del FDR presentaba signos de daño. Ambos registradores se descargaron mediante técnicas de laboratorio. 
Los datos preliminares del FDR del avión mostraron que ambos elevadores estaban posicionados aproximadamente entre 18º y 19º en el borde de salida hacia abajo cuando la tripulación de vuelo aplicaba energía y permanecían allí durante el rodaje. Al alcanzar la velocidad de rotación, las posiciones del elevador registradas se dividieron, pero ninguna se movió a una posición de borde de salida hacia arriba. El avión alcanzó una velocidad máxima de unos 158 nudos antes de desacelerar. Los parámetros operativos parecían normales en ambos motores y coincidieron durante toda la grabación.
El audio CVR contenía aproximadamente 31 minutos de audio. La calidad del sonido fue en general deficiente, pero se capturó el abordaje de los pasajeros durante la secuencia del accidente. Se pudieron escuchar los elementos seleccionados de la lista de verificación y el despegue del suelo sonó sin incidentes a través de las llamadas V1, rotar y V2. Luego se escuchó una llamada de aborto, seguida de sonidos consistentes con el avión que sale de la pista. La grabación terminó poco después, antes de que comenzara la evacuación. Un grupo de CVR compuesto por expertos técnicos se reunirá en el Laboratorio de registradores de vehículos de la NTSB para producir una transcripción.

## Incidente similar
La NTSB ha estado observando el daño en los eslabones de la varilla de entrada de la pestaña del elevador izquierdo y derecho es similar al daño encontrado durante la investigación del vuelo 9363 de Ameristar Charters, que se estrelló después de un despegue rechazado el 8 de marzo de 2017.